# Соботюк Сергій Анатолійович
Соботю́к Сергі́й Анато́лійович (нар. 12 листопада 1963, Київ, СРСР) — радянський та український футболіст, що виступав на позиції захисника, вихованець ДЮСШ «Динамо» (Київ). Перш за все відомий завдяки виступам у складі чернівецької «Буковини». 
Після завершення активної кар'єри гравця розпочав роботу у суддівському корпусі, у 2002 році здобув категорію асистента арбітра ФІФА, що дозволяла обслуговувати міжнародні матчі. Згодом працював спостерігачем від Комітету арбітрів ФФУ на матчах другої ліги.